# Стояков, Николай Александрович
Николай Александрович Стояков — советский хозяйственный, государственный и политический деятель.

## Биография
Родился в 1906 году в рабочей семье в Витебске. Член КПСС.
С 1920 года — на хозяйственной, общественной и политической работе. В 1920—1964 гг. — ученик слесарь при Витебском заводе, слесарь там же, студент Саратовского автодорожного института, инженер-механик по автоделу, управляющий Саратовского спиртотреста, директор Саратовского дрожжевого завода, заведующий отделом машиностроительной промышленности, секретарь по кадрам, заведующий отделом городского хозяйства Саратовского горкома ВКП(б), председатель Саратовского горисполкома, управляющий трестом «Саратовнефтегазопроводстрой», заместитель председателя Саратовского облисполкома,
Избирался депутатом Верховного Совета РСФСР 3-го созыва.
Умер после 1964 года.